# HMS Rainbow (1891)
«Ре́йнбоу» (англ. HMS Rainbow, HMCS Rainbow) — бронепалубный крейсер типа «Аполло», построенный на верфи Palmers в Хебберн-он-Тайне (Англия) для Королевского флота Великобритании. Спущен на воду 25 марта 1891 года под названием HMS Rainbow. Принят в службу в 1893 году.

## Служба

### Королевский флот Великобритании
С 1895 по 1898 годы крейсер был приписан к Китайской станции и базировался в Гонконге, с 1898 по 1899 годы нёс службу на Мальте. Стоимость обслуживания крейсера была сочтена чрезмерной и потому в период с 1900 по 1909 годы корабль использовался ограниченно и большей частью вблизи английских берегов. Корабль не входил в число приоритетных для флота и потому за годы вынужденного бездействия прошёл лишь незначительную модернизацию. Команда крейсера время от времени менялась, что делалось в интересах обучения экипажей. В результате в 1907—1909 гг. он совсем не выходил в море. В начале 1909 года Адмиралтейство приказало исключить крейсер из списков флота и перевести его в резерв.

### Королевский канадский военно-морской флот
В 1910 году «Рейнбоу» был куплен Канадой. «Найоби» и «Рейнбоу» стали первыми кораблями ВМС Канады, и оба они были куплены у Адмиралтейства. 4 августа 1910 года «Рейнбоу» вошёл в состав канадского флота. В его задачи входили обучение канадских моряков, церемониальные визиты и охрана районов рыболовства. Крейсер базировался на тихоокеанском побережье Канады в Эскуаймолте (Британская Колумбия).
В 1914 году «Рейнбоу» был отправлен в Ванкувер для разрешения одного международного происшествия. Судно «Комагата-Мару», заполненное сикхскими иммигрантами из Индии, намеревалось нарушить иммиграционный закон Канады, запрещавший иммиграцию из Южной Азии. Даже пассажирам судна из числа британских подданных было запрещено сходить на берег. «Рейнбоу» должен был принудить судно вернуться в Индию. В результате, уже на обратном пути в Бадж-Бадж (Индия), двадцать пассажиров, пытавшихся сопротивляться их насильственному возвращению в Пенджаб, были убиты.
В 1916 — начале 1917 годов «Рейнбоу» занимался перевозкой 140 000 000 $ в российских золотых слитках (по курсу канадского доллара 1917 года) из Эскуаймолта в Ванкувер. Эти деньги российское правительство отправило в Британию в качестве обеспечения английских кредитов на военные поставки для России.